# Fruhstorferia egregia
Fruhstorferia egregia är en skalbaggsart som beskrevs av Pouillaude 1915. Fruhstorferia egregia ingår i släktet Fruhstorferia och familjen Rutelidae. Inga underarter finns listade i Catalogue of Life.